# أرب-مادور 1
آرب-مادور 1 هي مجرة تتبع كوكبة الساعة. اكتشفها إريك هولمبرغ في 1975.

## روابط خارجية
- أرب-مادور 1 على موقع ويكي سكاي: DSS2, SDSS, GALEX, IRAS, Hydrogen α, X-Ray, Astrophoto, Sky Map, Articles and images